# Classe Merkurij
La classe Merkurij o Progetto 20386 (in cirillico: проекта 20386), fino al 2016 conosciuta come Derzky, è una classe di corvette missilistiche di fabbricazione russa, in fase di sviluppo, la cui entrata in servizio nei ranghi della Marina russa è prevista per il 2023.
Basate sulle unità classe Stereguščij e Gremyaščij, sono un ulteriore sviluppo di quest'ultime e ne estremizzano il concetto di stealthness adottando sovrastrutture e forme dello scafo specificatamente studiate allo scopo. Anche se dotate di una potenza di fuoco inferiore alle Gremyaščiij, sono state sviluppate attorno ad un'architettura modulare che permettono di assolvere un ventaglio più ampio di missioni.
Costruite con sole componenti di produzione russa, sono dotate di un hangar per elicotteri affogato nel ponte di volo al fine di ridurre la traccia radar e velocizzare le operazioni di ricovero del velivolo.

## Unità
| Nome     | Cantiere        | Impostata       | Varata     | In servizio | Flotta          | Stato           |
| -------- | --------------- | --------------- | ---------- | ----------- | --------------- | --------------- |
| Merkurij | San Pietroburgo | 28 ottobre 2016 | marzo 2021 | 2023        | Flotta del Nord | in allestimento |